# Narodziny Rusi

## Pochodzenie nazwy
Rusią zwano pierwsze państwo Słowian wschodnich. Słowa „Ruś”, „Rusini” oraz przymiotnik „ruski” pochodzą najprawdopodobniej od ugrofińskiego wyrazu Ruotsi, które znaczy „wojownik”, „mieszkaniec pobrzeża”. Finowie do dzisiaj nazywają tak również Szwedów, od których nazwę tę mogli przejąć, gdyż roslag oznacza w staronordyjskim „wybrzeże”.
Inne teorie
- Nazwa ta pochodzi od greckiej nazwy Wołgi Ρώς (Rhos) – dokładnie tak samo, jak brzmiała grecka nazwa Rusi i Rusów. Stąd też łacińskie Rha.
- Nazwa ta pochodzi od nazwy rzeki Roś przepływającej nieopodal Kijowa.
- Nazwa ta pochodzi od nazwy hipotetycznego skandynawskiego plemienia – Rusów.
- Nazwa ta pochodzi od nazwy starożytnego plemienia sarmackiego – Roksolanów. Hipoteza ta została wypracowana przez Szymona Zimorowica w XVII wieku. Podobną hipotezę przedstawił w XX wieku Gieorgij Wiernadski.
- Nazwa ta pochodzi od wschodniosłowiańskiego wyrazu rossieje, co oznacza „po ziemi, daleko”; stąd też miałby pochodzić wyraz Rossija (Rosja). Hipoteza ta była stworzona przez Macieja Stryjkowskiego w XVI wieku.
- Nazwa pochodzi od szwedzkiego wybrzeża Roslagen na północ od Sztokholmu[2]. Jest to relikt po staronordyjskim roslag, które oznacza jakiekolwiek wybrzeże[1].
- Nazwa pochodzi od nordyckich słów Ropsmenn albo Ropskalar, oznaczających sterników[2].

## Słowiańszczyzna wschodnia przed przybyciem Waregów
Ziemie wschodniej Europy między Bałtykiem a Morzem Czarnym zamieszkane były przed VIII wiekiem przez rozproszone plemiona wschodniosłowiańskie. Ludność słowiańska trudniła się łowiectwem i rolnictwem, karczując lasy pod grunty orne. Plemiona zamieszkujące to terytorium są znane przede wszystkim z kroniki Nestora – Powieść minionych lat, gdzie wymienia on następujące ludy wraz z miejscem ich zamieszkania: Polanie – mieszkający nad Dnieprem, założyciele Kijowa, Drewlanie – zamieszkujący bliżej nie określone lasy, również położone nad Dnieprem, Dregowicze – żyjący między Prypecią a Dźwiną, Połoczanie – zajmujący terytorium nad Dźwiną, Słowienie – nad jeziorem Ilmień, Siewierzanie – nad Desną, Sejmem i Sułą, Radymicze – nad Sożą i Wiatycze, nad Oką, przy czym dwa ostatnie plemiona mają, według niego, wywodzić się z Lachów, czyli Słowian zachodnich, co potwierdzają odkrycia archeologiczne. Poza tym byli jeszcze Dulebowie nad Bugiem, Ulicze i Tywercy – nad Dniestrem, Chorwaci – nad Dniestrem i Krywicze nad Dźwiną, Wołgą i Dnieprem. O ich ustroju nic nie wiemy, brak jest danych o jakichkolwiek książętach, a także o wojnach przez te ludy toczonych (wiadomo jedynie o jakichś prześladowaniach Polan przez Drewlan i innych sąsiadów). Późniejsze zdarzenia wskazują, że plemiona północne tworzyły luźną federację wraz z sąsiednimi plemionami ugrofińskimi, z centrum w okolicach jeziora Ilmeń.
Przed przybyciem Waregów na terenach wschodniej Słowiańszczyzny zaczęły już kształtować się pierwsze organizmy protopaństwowe, znane z relacji arabskich pod nazwami Kujaba, Slawia oraz Arsania (odpowiadające w przybliżeniu ośrodkom kijowskiemu, nowogrodzkiemu i riazańskiemu).

### Dań Chazarska
Większość ludów zamieszkujących obszary późniejszej Rusi znajdowała się w strefie wpływów Kaganatu Chazarskiego i płaciło Chazarom daninę po srebrnej monecie i po wiewiórce od dymu. Według Nestora daninę tę płacili Polanie, Siewierzanie, Wiatycze i Radymicze, przy czym niektórzy naukowcy uważają, że plemion płacących dań było więcej, być może nawet w strefie wpływów kaganatu znajdowała się, przez pewien czas, cała wschodnia Słowiańszczyzna.

## Pojawienie się Waregów
W początkach IX wieku północne tereny przyszłej Rusi zaczęli infiltrować przybysze ze Skandynawii zwani Waregami, wśród których najważniejszą rolę miało odgrywać hipotetyczne plemię Rusów-Rusinów. W latach 30. tego wieku miało istnieć już pierwsze państwo Rusów, którego lokalizacja jest jednak nieznana (przy czym najbardziej prawdopodobną wydają się okolice jeziora Ilmeń, skąd rozpoczęła się późniejsza ekspansja Rusów, według Nestora). Ich władca nosił chazarski tytuł chakanusa (kagana), stąd niektórzy uczeni wysuwają wniosek o ich uzależnieniu od Chazarów. W IX wieku Kijów znany jako Könugard stał się centrum normańskiego handlu na Rusi. Był jednocześnie głównym składem daniny, ściąganej przez Normanów z plemion ruskich. Stąd Normanowie spławiali towary i niewolników szlakiem greckim w dół Dniepru na Morze Czarne. Wiadomo jeszcze, że w roku 860 Rusowie podjęli niespodziewany atak na Konstantynopol. Poza tym o wczesnych Rusach nic nie wiemy. Nestor pisze za to o jakichś nieokreślonych Waregach, którzy pod koniec lat pięćdziesiątych IX wieku ściągali daninę z północnych plemion słowiańskich i ugrofińskich: Słowienów, Krywiczów, Merii, Wesi i Czudzi. W 862 plemiona te wygnały owych Waregów za morze, ale wobec walk wewnętrznych postanowiły sprowadzić sobie kniazia spośród Rusi (przy czym wśród plemion przyzywających, spośród płacących wcześniej dań, nie ma Merów). Na to wezwanie przyszła do nich cała Ruś pod przywództwem Ruryka, który dał początek dynastii Rurykowiczów.

## Ruś Nowogrodzka
Ruryk ok. 862 roku zjednoczył część Rusi, Słowenów Ilmeńskich, Krywiczan, Połoczan (ludy słowiańskie) oraz Muromę i Weś (ludy fińskie), dając tym samym początek pierwszemu znanemu państwu ruskiemu – Rusi Nowogrodzkiej. Stolicą swego państwa uczynił Nowogród Wielki. Do najważniejszych grodów ruskich w okresie rządów Ruryka należały: Nowogród Wielki, Izborsk, Połock, Biełoziersk, Rostów i Murom, w których zasiadali podlegli Rurykowi możni sprawując rządy w przyznanych im przez Ruryka dzielnicach Część wojów ruskich pod przywództwem Askolda i Dira odłączyła się od Ruryka i udała się w dół Dniepru zajmując państwo plemienne Polan z ich największym grodem – Kijowem. W okresie niepełnoletności syna Ruryka – Igora, rządy na Rusi sprawował doradca Ruryka Oleg Mądry. W 882 roku Oleg przyłączył do Rusi Gniezdowo (obecnie Smoleńsk) i wkrótce po tym wydarzeniu podporządkował sobie również państwo Askolda i Dira, którzy zostali zabici. Oleg z przyczyn geopolitycznych przeniósł wkrótce stolicę Rusi z Nowogrodu Wielkiego do Kijowa, przy czym stara stolica pozostawała do końca XII wieku największym miastem ruskim.

## Ruś Kijowska
Od początku swego istnienia Ruś Kijowska miała ożywione kontakty, głównie handlowe, z Cesarstwem Bizantyjskim, przy czym korzystne traktaty handlowe, wraz z daniną, były wymuszane przez Rusów kolejnymi napaściami na Konstantynopol w latach 907, 941, 944, 971, 1043. Księstwo szybko się rozrastało i powiększyło znacznie swe terytorium, zwłaszcza za panowania Światosława I (945-972), walczącego zwycięsko z Chazarami, Pieczyngami i Bułgarami. Zaś jego syn Włodzimierz I Wielki (980-1015) poślubił księżniczkę bizantyjską Annę, siostrę cesarza Bazylego II Bułgarobójcy, po czym w 988 r. dokonana została chrystianizacja Rusi przez greckich duchownych z Konstantynopola. Kijów stał się odtąd siedzibą metropolity i centrum religijnym Rusi, wcześniej w 860 i 955 Rusowie na krótko przyjmowali chrześcijaństwo, jednak szybko powracali do pogańskich wierzeń. Oprócz wiary chrześcijańskiej Rusini przejęli również z Bizancjum zasady powiązania religii i władzy, natomiast zastosowali własny, nieco odmienny, porządek liturgiczny.
Za panowania księcia Jarosława Mądrego (1019-1054) jego wojska w wyprawach wojennych docierały na Mazowsze, Litwę i ziemie Estów (Estonię). Książę dbał o rozwój miast, rozwijała się bujnie kultura chrześcijańska, głównie piśmiennictwo w języku starocerkiewnym, wybudowany został sobór Sofijski w Kijowie. Jarosław podzielił w testamencie państwo między swych synów przy zachowaniu senioratu. Za panowania tego władcy sprowadzono ostatnią drużynę wareską ze Skandynawii, po czym odrębność Rusów i podległych im Słowian szybko zanikła i obie grupy stanowiły już jeden lud.